# Archmere Academy

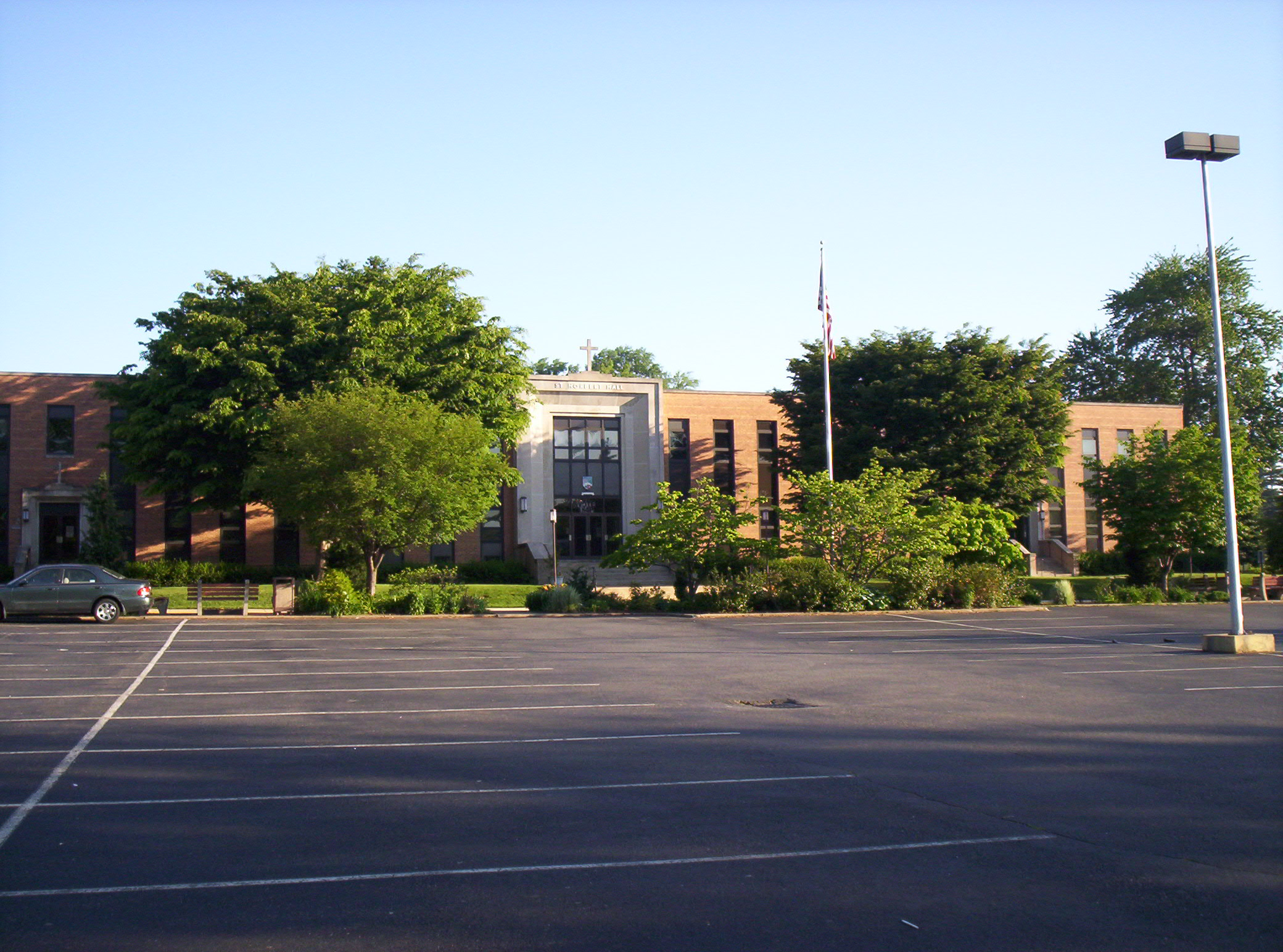
Archmere Academy.

L'Archmere Academy est un établissement d'enseignement secondaire privé catholique rassemblant 474 étudiants et situés à Claymont dans le Delaware. Elle a été fondée en 1932 et est gérée par le diocèse de Wilmington.